# Eat Me, Drink Me
Eat Me, Drink Me (estlilizado EAT ME, DRINK ME) es el sexto álbum de estudio de Marilyn Manson, que fue publicado el 5 de junio de 2007. Eat Me, Drink Me fue grabado en diversos estudios de California por el vocalista Marilyn Manson y el guitarrista, bajista y teclista Tim Skold. El álbum fue filtrado en la red el 1 de mayo de 2007. Eat Me, Drink Me ha vendido más de 4 000 000 de copias en todo el mundo hasta la fecha.

## Información del álbum
Manson definió el álbum como «muy guitarrero y muy melódico», «en lo musical, toma otro enfoque totalmente distinto» y posee «varios ritmos de percusión muy poco habituales». También ha denominado el contenido del álbum como «romántico», cuyas letras se refieren al «anhelo irrealizable de poder estar en otro tiempo y otro lugar en el cual sientes que encajarías mejor».
Tras las filtraciones, numerosos fanes del grupo saludaron un disco que parecía volver al tono industrial y pausado de Mechanical Animals revestido de una temática más gótica. Por primera vez en un disco de Manson, se pueden oír muchos solos de guitarra de la mano de Tim Skold. Este nuevo trabajo se centra en el dolor y es uno de los más personales de toda su carrera.

### Comentarios sobre el álbum

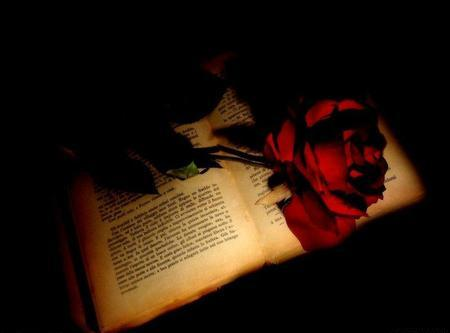
Literatura, Romance, Rosas y sangre Cosas que inspiran al arte del álbum.

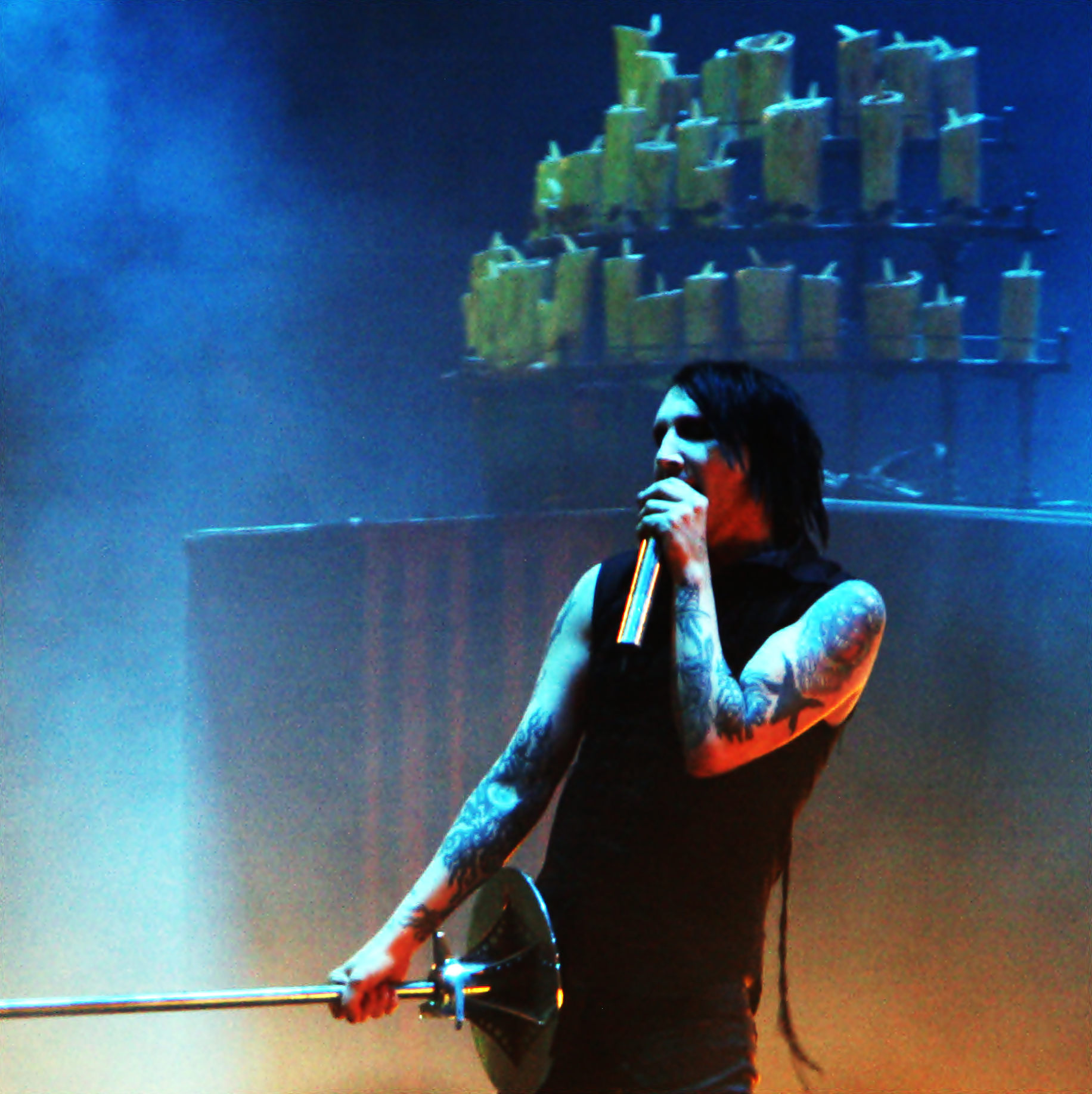
Marilyn Manson interpretando Disposable Teens, en los conciertos de esta era.

Siento que aun disponiendo de más de tres discos de material, no quiero sacar un álbum largo que no reciba la atención que requiere... Preferiría volver a la vieja idea de aquellos discos que tenían ocho o nueve canciones, todas ellas muy importantes. Esto no quiere decir que haya hecho discos que tuvieran material de relleno. Todos ellos estaban basados en una idea central, y la idea central de éste es mi dolor y su habilidad de no avergonzarse por repetirse a sí mismo.
Marilyn Manson, MTV Noticias

## Sencillos

### «Heart-Shaped Glasses»
Escrita a finales del año 2006, para publicarse en la web en el 2007 como promoción del álbum, Este sería el segundo sencillo ya que Manson quería que Putinng Holes In Happiness fuera el primero. Esta revivió la carrera de Manson después de alejarse un poco de ella. Se aleja completamente de sus anteriores sencillos, conteniendo elementos punk y pop en su estructura, junto con un marcado ritmo militar, lo que la asemeja mucho a una canción bailable. Logró mantenerse en un top 20 (n.°19) y alcanzó el n.°24 y 31 en el Hot Modern Rock Tracks y Hot Mainstream Rock Tracks respectivamente, ambos charts de Billboard en Estados Unidos. En Latinoamérica, la canción fue bien recibida, entrando en el top 10 de México (n.º9)
En los EE. UU., el sencillo se convierte en el segundo sencillo de la banda en aparecer en el Hot Dance Club Play chart, llegando al n.º 38, otro top 40 para Marilyn Manson en ese chart. Esto se debe a que varios remixes fueron comisionados por Interscope Records para su lanzamiento en clubs y discotecas en Norteamérica. La canción habla de su amor con Evan Rachel Wood y sus amores pasados, toma como inspiración a Lolita. Con versos como «Ella me dijo bésame y te ayudare a olvidar» refleja su rompimiento con Dita. El video comienza con Manson y Rachel teniendo relaciones sexuales, dicha escena fue censurada en MTV y otros canales donde se transmitió el vídeo así que se sacó la versión cut de no más de 5 minutos.

### «You and Me and the Devil Makes 3»
Segundo sencillo promocional del álbum, el vídeo fue cancelado por Marilyn Manson y eso provocó que el tema no entrara a ningún chart.

### «Putting Holes In Happiness»
Nadie esperaba que hubiera segundo sencillo del álbum, así que fue de gran sorpresa ver a Manson continuando con su carrera.
Este sencillo no alcanzó lugar en las grandes posiciones, solamente estar en un top 30 (n.°12), Para los fanes fue bien recibida ya que Manson había vuelto con su clásico Rock alternativo y con un excelente solo de guitarra por Tim Skold. La canción toma como tema central la posesión que tiene el amor sobre Manson en esa época y de como acaba y se controla. 
Con versos como «Si tú eres Bonnie yo seré tu Clyde» esto relaciona a Bonnie y Clyde, que también fueron de gran inspiración para el vídeo de Heart-Shaped Glasses (When the Heart Guides the Hand). Una escenografía movida y oscura con escenas de Manson desnudo y la banda tocando en ese mismo sitio.

## Portada
La portada de Eat me, drink me es la primera de Marilyn Manson que no trae su nombre impreso, sino una pegatina en la tapa. Está cortada en cuatro partes desiguales y en la más grande aparece Marilyn Manson en una habitación con las manos bajo el mentón, mientras que en la parte superior derecha hay un logo compuesto por dos letras M escritas con sangre y que escurren hacia abajo.

## Lista de canciones
| N.º   | Título                                                  | Duración |  |
| 1.    | «If Was Your Vampire»                                   | 5:56     |  |
| 2.    | «Putting Holes in Happiness»                            | 4:31     |  |
| 3.    | «The Red Carpet Grave»                                  | 4:05     |  |
| 4.    | «They Said That Hell's Not Hot»                         | 4:17     |  |
| 5.    | «Just a Car Crash Away»                                 | 4:55     |  |
| 6.    | «Heart-Shaped Glasses (When the Heart Guides the Hand)» | 5:05     |  |
| 7.    | «Evidence»                                              | 5:19     |  |
| 8.    | «Are You The Rabbit?»                                   | 4.14     |  |
| 9.    | «Mutilation Is The Most Sincere From Flattery»          | 3:53     |  |
| 10.   | «You and Me and the Devil Makes 3 »                     | 4:24     |  |
| 11.   | «EAT ME, DRINK ME»                                      | 5:41     |  |
| 52:22 |                                                         |          |  |

### Bonus Track
- Heart-Shaped Glasses (When the Heart Guides the Hand) Inhuman Remix By Jade E Puget (Guitarrista de AFI)
- Putting Holes In Happines (Acoustic Version)

## Videos musicales
- Heart-Shaped Glasses (When the Heart Guides the Hand)
- Putting Holes in Happiness

## Posición de listas
| Chart 2007                      |    |
| ------------------------------- | -- |
| Billboard 200                   | 8  |
| Mexican Albums Chart (AMPROFON) | 12 |
| UK Albums Chart (OCC)           | 8  |
| Japan Albums Chart (Oricon)     | 15 |
| Australian Album Chart (ARIA)   | 9  |

## Créditos
- Marilyn Manson : voz, percusión y producción.
- Tim Skold : guitarrista, tecladista y bajista

Músicos en vivo:
- Chris Vrenna : tecladista.
- Ginger Fish : baterista.
- Rob Holliday : bajista.